# Europe 1

Historisches Logo

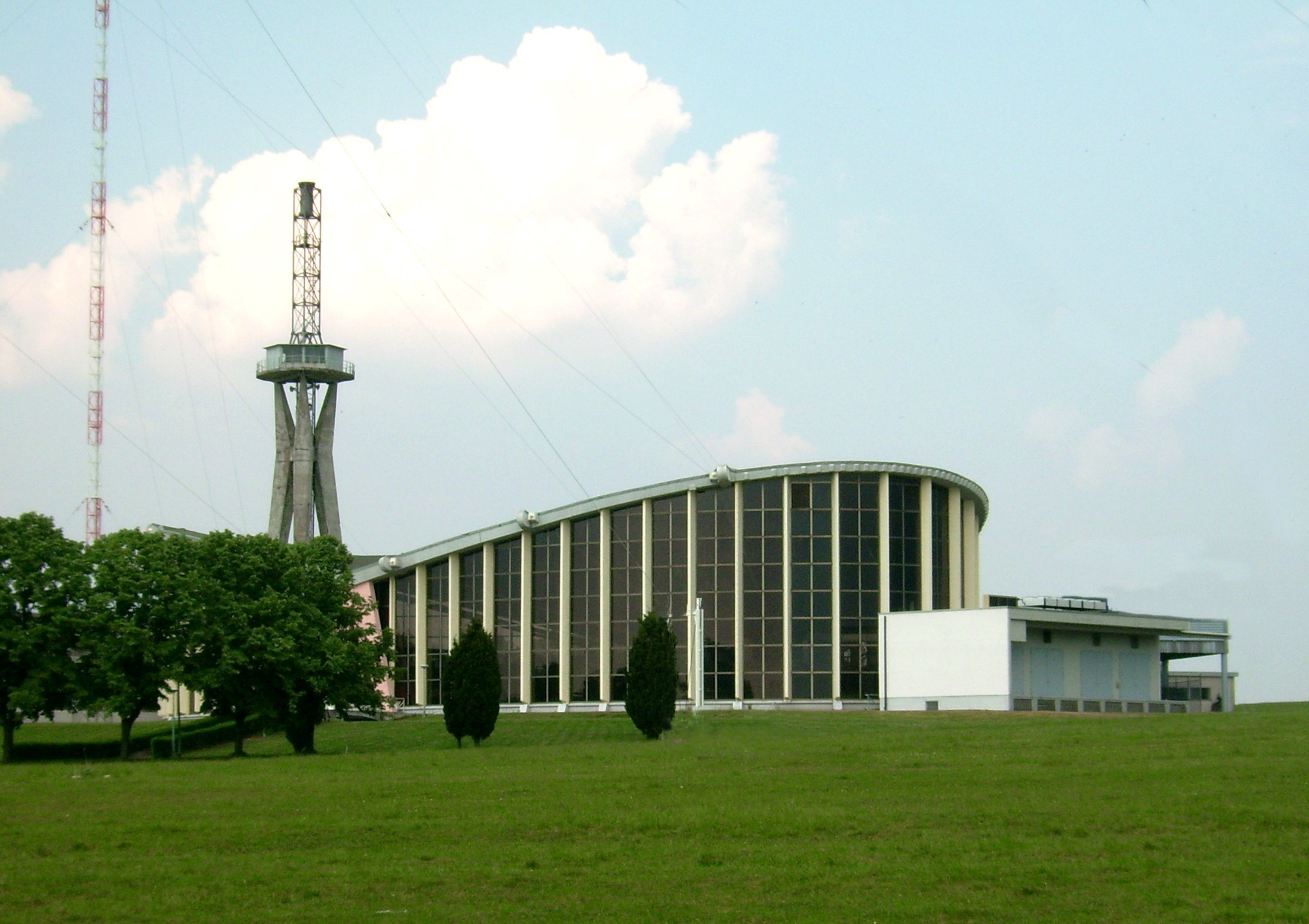
Ehemaliges Gebäude der Sendeanlage in Überherrn

Europe 1 (früher Europe nº 1) ist ein französischer Hörfunksender der Lagardère News. Das Programm wurde bis 31. Dezember 2019 über Langwelle auf der Frequenz 183 kHz vom nahe Überherrn gelegenen Sender Felsberg-Berus im Saarland verbreitet. Seitdem ist der Sender nur noch in Frankreich über UKW zu empfangen.

## Geschichte
Nach Ende des Zweiten Weltkriegs bildete der Militärerlass Nr. 46 der französischen Besatzungsmacht die Grundlage für den Rundfunk im Saarland. Ein neu entstandenes Rundfunkamt war die Instanz, die zunächst staatlichen, später öffentlich-rechtlichen Rundfunk ermöglichte. Dieses ließ Radio Saarbrücken als einzigen Sender zu. Der Sender Europe 1 wurde während der französischen Verwaltung des Saarlandes gegründet, um ein Verbot kommerziellen Rundfunks in Frankreich zu umgehen. Träger war die Europäische Rundfunk- und Fernseh-GmbH. Die Sendungen waren zunächst nicht legitimiert, und der Sender galt aus französischer Sicht als Piratensender, wurde jedoch unter deutscher Funkhoheit im Saarland 1957 weitergeführt. Ab 1959 beteiligte sich auch der französische Staat an der Rundfunkgesellschaft, die heute zu 100 %  der Lagardère-Gruppe gehört.
Produziert wurden die Sendungen stets in Paris. Sie wurden über Rundfunkleitungen in das saarländische Felsberg übertragen. Zunächst standen dort zwei 200-kW-Langwellensender zur Verfügung. 1976 wurden zwei 1000-kW-Sender installiert, die mit einer Gesamtleistung von 2000 kW betrieben wurden.
Im Juni 2021 gab es Auseinandersetzungen zwischen der Belegschaft und Plänen einer zunehmenden Fusion mit dem von Vincent Bolloré kontrollierten Fernsehsender CNews. Bolloré hatte zuvor auch Anteile an der Lagardère-Gruppe erworben. Die Belegschaft fürchtete, der Hörfunksender könnte ähnlich wie CNews eine konservative bis rechtskonservative politische Ausrichtung annehmen. Sie wurde auch während des Wahlkampfs zu den Parlamentswahlen in Frankreich 2024 kritisch beobachtet, unter anderem weil der Rassemblement National in den Medien, die Bolloré gehören, auf dessen Weisung hin nicht als rechtsextrem bezeichnet werden durfte.

## Technische Details
Die Hauptsendeantenne des Langwellensenders, die im Oktober 2020 gesprengt wurde, wies in Richtung Südwesten. In östliche Richtung wurde das Signal abgedämpft, sodass in Osteuropa nur ein sehr schwaches Signal empfangbar war. Gedämpft wurde nur die Trägerfrequenz, während die Seitenbänder nur eine recht geringe Dämpfung erfuhren, weshalb östlich vom Sender die Programme stark verzerrt sein konnten.
Die Sendefrequenz von 183 kHz lag außerhalb des bei der Langwelle üblichen 9-kHz-Rasters. Damit sollten gegenseitige Störungen mit dem Sender Zehlendorf/Oranienburg bei Berlin, der bis 31. Dezember 2014 das Programm von Deutschlandradio Kultur auf 177 kHz ausstrahlte, vermieden werden. Im Zuge des Genfer Wellenplans war beiden Sendern (damals wurde über den Oranienburger Sender der DDR-Rundfunk übertragen) dieselbe Frequenz zugewiesen, woraus massive gegenseitige Störungen resultierten. Um diese untragbare Situation zu lösen, wurden beide Sender mit einer Abweichung („Frequenz-Offset“) von 3 kHz gegen die Nominalfrequenz von 180 kHz betrieben.
Die Ausstrahlung auf Langwelle wurde am 31. Dezember 2019 aus wirtschaftlichen Gründen eingestellt; ein möglicher Frequenzwechsel auf 180 kHz wurde nicht mehr vorgenommen.